# Full Circle (Boyz II Men)
Full Circle è il quinto album discografico in studio del gruppo musicale statunitense Boyz II Men, pubblicato nel 2002.

## Tracce
1. Relax Your Mind (feat. Faith Evans) – 4:05
2. The Color of Love – 4:52 (Kenneth Edmonds)
3. Ain't a Thang Wrong (feat. Rob Jackson) – 4:08
4. Oh Well – 4:55
5. Whatcha Need – 5:04
6. On the Road Again – 4:14
7. Makin' Love (Interlude) – 1:57
8. Roll Wit Me – 3:32
9. Right on Time – 5:00
10. Howz About It – 4:02
11. That's Why I Love You – 5:15
12. I'm OK, You're OK – 4:51
13. Luv N U – 5:08
14. I'll Show You – 4:11